# 브니엘여자고등학교
브니엘여자고등학교(브니엘女子高等學校)는 대한민국 부산광역시 금정구 구서동에 있는 사립 고등학교이다.

## 학교 연혁
- 1963년 12월 1일 : 브니엘학원(學園) 설립
- 1996년 2월 16일 : 브니엘여자고등학교 인가
- 1996년 3월 1일 : 초대 박성기 교장 취임
- 1996년 3월 8일 : 제1회 입학식
- 1996년 3월 19일 : 신축 교사(校舍) 이전 금정구 체육공원로 154
- 1999년 2월 11일 : 제1회 졸업식
- 2010년 2월 20일 : 인조잔디 운동장 준공
- 2013년 3월 1일 : 자율형 창의경영학교 선정(~2016)
- 2025년 2월 6일 : 제27회 졸업식
- 2025년 3월 4일 : 제30회 입학식

## 참고 자료
- 브니엘여자고등학교 - 한국교육학술정보원 학교알리미